# Stora Harrie socken
Stora Harrie socken i Skåne ingick i Harjagers härad och området ingår sedan 1971 i Kävlinge kommun och motsvarar från 2016 Stora Harrie distrikt.
Socknens areal är 13,31 kvadratkilometer varav 13,18 land. År 2000 fanns här 1 858 invånare.   En del av tätorten Kävlinge samt kyrkbyn Stora Harrie med sockenkyrkan Stora Harrie kyrka ligger i socknen. 

## Administrativ historik
Socknen har medeltida ursprung. 
Vid kommunreformen 1862 övergick socknens ansvar för de kyrkliga frågorna till Stora Harrie församling och för de borgerliga frågorna bildades Stora Harrie landskommun. Landskommunen uppgick 1952 i Harrie landskommun som upplöstes 1969 då denna del uppgick i Kävlinge köping som ombildades 1971 till Kävlinge kommun. Församlingen uppgick 2006 i Kävlinge församling.
1 januari 2016 inrättades distriktet Stora Harrie, med samma omfattning som församlingen hade 1999/2000. 
Socknen har tillhört län, fögderier, tingslag och domsagor enligt vad som beskrivs i artikeln Harjagers härad. De indelta soldaterna tillhörde Norra skånska infanteriregementet, Onsjö kompani och Skånska husarregementet, Landskrona skvadron, Billesholms kompani.

## Geografi
Stora Harrie socken ligger sydväst om Eslöv med Kävlingeån i söder. Socknen är en odlad slättbygd på Lundaslätten.

## Fornlämningar
15 boplatser, en dös och en skadad långdös från stenåldern är funna. Från bronsåldern finns gravhögar. I kyrkan finns en runsten.

## Namnet
Namnet skrevs 1310 Harthakrä, 1394 Hardakra makla['stora'] och kommer från kyrkbyn och tidigare en gård. Namnet innehåller harth, 'hård' syftande på svårbearbetad mark och aker..